# Казыгуртский район
Казыгуртский район (каз. Қазығұрт ауданы) — район Туркестанской области (ранее — Южно-Казахстанской области) Республики Казахстан. Административный центр — село Казыгурт.

## История
В 1928 году был образован Ленинский район. Центром района было село Турбат, затем центр был переведён в село Сарапхана. С 1931 года административным центром является село Казыгурт. Позднее центром района стал город Ленгер, а 2 января 1967 года он был перенесён в село Ленинское. 4 мая 1993 года Постановлением Президиума Верховного Совета Казахстана Ленинский район был переименован в Казыгуртский район.

## География и климат
Площадь — 4,8 тыс. км². Рельеф в основном горный (хребты Казыгурт, Каржантау, Угам), на западе, северо-западе — холмисто-равнинный. Климат континентальный. Средние температуры января −13—14°С, июля +36-38°С. Годовое количество атмосферных осадков 250—300 мм, в горах 400—700 мм. Но территории района протекают pеки Келес, Угам, Бадам, их притоки Уялысай, Каржансай, Мугалысай и др. Почвы сероземные.
По территории района проходят железная дорога Оренбург — Шымкент — Ташкент; автомобильные дороги Шымкент — Ташкент, Казыгурт — Ленгер.

## Население
Национальный состав (на начало 2025 года):
- казахи — 109 394 чел. (92,17 %)
- узбеки — 7 642 чел. (6,44 %)
- русские — 355 чел. (0,29 %)
- татары — 265 чел. (0,22 %)
- азербайджанцы — 191 чел. (0,16 %)
- турки — 65 чел. (0,05 %)
- курды —  38 чел. (0,03 %)
- другие — 728 чел. (0,61 %)
- всего — 118 678 чел. (100,00 %)

## Административное деление
60 населённых пунктов района объединены в 13 округов:
1. Казыгуртский сельский округ
2. Алтынтобинский сельский округ
3. Жанабазарский сельский округ
4. Жигергенский сельский округ
5. Сабыр Рахымов сельский округ
6. Какпакский сельский округ
7. Карабауский сельский округ
8. Кызылкиянский сельский округ
9. Қарақозы Абдалиев сельский округ
10. Турбатский сельский округ
11. Шанакский сельский округ
12. Сарапханинский сельский округ
13. Шарбулакский сельский округ

## Экономика
В районе функционирует более 20 крупных сельскохозяйственных предприятий и 1925 крестьянских хозяйств. В структуре растениеводства Казыгуртского района преобладают производство пшеницы, ячменя, кукурузы, сафлора, подсолнечника.

## Природа
На территории района обитают более 90 видов млекопитающих и птиц, из них наиболее распространены волки, лисы, барсуки, грызуны, перепела, утки, кукушки, балобан, ежи, кабан, горный козёл, заяц, суслик, хомяк. В реке Угам обитает форель. Растут мятлик, осока, кермек, солодка, жимолость, шиповник, таволга, боярышник, фисташка, миндаль, арча, ель.

## Спорт
В районе развивается спорт. Имеются спортивный комплекс, футбольный стадион, центр по подготовке боксёров.

## Главы
1. Жұмжаев Ғалымжан Құралбекұлы  (1992—1995);
2. Макулбаев Абдибакыт Тиллабаевич (1995—1998);
3. Мұсабаев Тілләбек Тоғайұлы (1998—2000);
4. Бектаев Али Абдикаримович (07.2000—09.2002);
5. Көбеев Әбдімүтәлі Көшкінбайұлы (2002—2006);
6. Ажиметов Нуржан Нурмаханбетович (2006—2009);
7. Әлиев Тұманбек Сүйінбайұлы (2009—2012);
8. Кистауов Болатбек Дуйсенбекович (2012—2016);
9. Телгараев Толеген Туртайулы (2016);
10. Абдуллаев Арман Айдарович (2021).